# 홍성군의 향토문화유산
홍성군의 향토문화유산은 조성·형성·건설된 지 50년 이상이 지난 것으로서 홍성군 내에 있는 국가지정문화재, 충청남도 지정문화재, 문화재자료로 지정·관리되지 아니하는 문화재 중 학술적·예술적·역사적 또는 경관적 가치가 크고 이를 보호함으로써 향토문화의 보존에 기여한다고 인정하여 홍성군수가 지정한 문화재를 말하며, 그 유형은 다음 각 목과 같다.
1. 유형문화유산 : 건조물·전적·서적·고문서·회화·조각·공예품·탁본 등의 문화적 소산
2. 무형문화유산 : 연극·음악·무용·공예기술 등 무형의 문화적 소산
3. 기념물 : 패총·고분·성지·연지·궁지·묘지·요지·유물포함층 등의 사적지와 경승지로서 예술적·경관적 가치가 크거나 동물(그 서식지·번식지·도래지를 포함한다)·식물(그 자생지를 포함한다)·광물·동굴 등
4. 민속자료 : 의식주·생업·신앙·년중 행사 등에 관한 민속·관습과 이에 사용되는 의복·기구·가옥 등
5. 근대문화유산 : 건설·제작·형성된 후 50년 이상이 지난 것으로서 역사, 문화, 예술, 사회, 경제, 종교, 생활 등 각 분야에서 기념이 되거나 지역의 역사·문화적 배경이 되고 널리 알려진 것 또는 군수가 긴급한 보호조치가 필요하다고 인정하는 것 중 가목부터 라목에 해당되지 않으며 문화재청장이 등록문화재로 지정하지 않은 것

## 지정 목록

### 유형문화유산
| 번호 | 사진 | 명칭 | 소재지 | 관리자 (단체) | 지정일 | 참조 |

### 무형문화유산
| 번호 | 사진 | 명칭 | 소재지 | 관리자 (단체) | 지정일 | 참조 |

### 기념물
| 번호 | 사진 | 명칭 | 소재지 | 관리자 (단체) | 지정일 | 참조 |

### 민속자료
| 번호 | 사진 | 명칭 | 소재지 | 관리자 (단체) | 지정일 | 참조 |

### 근대문화유산
| 번호 | 사진 | 명칭 | 소재지 | 관리자 (단체) | 지정일 | 참조 |

## 참고 문헌
- 홍성군 홈페이지 - 고시/공고